# 1403

## Události
- 28. května – na pražské univerzitě je odsouzeno 45 tezí Jana Viklefa jako kacířských
- počátek další morové epidemie na českém území (do r. 1406)

### Probíhající události
- 1402–1413 – Osmanské interregnum

## Narození
- 2. ledna – Basilius Bessarion, latinský patriarcha konstantinopolský († 18. listopadu 1472,)
- 13. ledna – Oldřich II. z Rožmberka, český šlechtic a politik († 28. dubna 1462)
- 22. února – Karel VII., francouzský král († 22. července 1461)
- 11. června – Jan IV., brabantský vévoda a syn Antonína († 17. dubna 1427)
- 29. září – Alžběta Braniborská, břežsko-lehnická a těšínská kněžna a německá princezna († 31. října 1449)

## Úmrtí
- 13. srpna – Smil Flaška z Pardubic, český šlechtic, spisovatel, satirik a sběratel lidových moudrostí (* asi 1350)
- březen – Bajezid I., osmanský sultán (* asi 1347 až 1354)
- ? – Hafsa Hatun, manželka sultána Bajezida I. (* 1380)

## Hlavy státu
- České království – Václav IV.
- Moravské markrabství – Jošt Moravský
- Svatá říše římská – Ruprecht III. Falcký
- Papež – Bonifác IX.
- Anglické království – Jindřich IV.
- Francouzské království – Karel VI. Šílený
- Polské království – Vladislav II. Jagello
- Uherské království – Zikmund Lucemburský
- Byzantská říše – Manuel II. Palaiologos

## Odraz v kultuře
Do roku 1403 je zasazen děj hry Kingdom Come: Deliverance.